# (7355) Bottke
(7355) Bottke (1995 HN2) – planetoida z grupy pasa głównego planetoid okrążająca Słońce w ciągu 3,4 lat w średniej odległości 2,26 j.a. Odkryta 25 kwietnia 1995 roku.